# 蔡国飙
蔡国飙（1967年—），北京航空航天大学宇航学院常务副院长，教授，主要从事真空羽流机理及其效应等方面的研究工作。担任《宇航学报》编委，入选中华人民共和国教育部2008年度"长江学者"特聘教授。